# 凯尔利
凯尔利（Kherli），是印度拉贾斯坦邦Alwar县的一个城镇。总人口15494（2001年）。

## 人口
该地2001年总人口15494人，其中男性8301人，女性7193人；0—6岁人口2190人，其中男1200人，女990人；识字率73.36%，其中男性为80.70%，女性为64.88%。